# Marian Krycia
Marian Krycia (ur. 15 sierpnia 1920 w Ostrowcu Świętokrzyskim, zm. 26 października 1979 we Wrocławiu) – polski inżynier mechanizacji rolnictwa, Sprawiedliwy wśród Narodów Świata.

## Życiorys
W czasie okupacji niemieckiej Marian Krycia mieszkał w Ostrowcu Świętokrzyskim. Po kwietniu 1941 r., kiedy to Niemcy utworzyli tamże getto, Krysia pomógł swoim sąsiadom, Szlomo i Bronisławie Rubinsztajnom, wydostać się z niego a także znalazł im bezpieczne schronienie i zaopatrzył w artykuły pierwszej potrzeby i fałszywe dokumenty. W styczniu 1942 r. Krycia umożliwił Chaninowi Szermanowi ucieczke z getta, po czym zapewnił mu bezpieczne schronienie we Włochach koło Warszawy.  Gdy Szerman zaczął być nękany przez właścicieli mieszkania, którzy zagrozili mu denuncjacją, Marian Krycia pospiesznie udał się do Warszawy, aby zastraszyć szantażystów. W marcu 1943 r. zorganizował wydostanie się z getta dla Bronisławy Rubinsztejn, a następnie zorganizował dla nie transport do Częstochowy. W kwietniu 1943 r. znalazł bezpieczną kryjówkę w lesie dla Szlomo Rubinsztejna, który wcześniej zbiegł z ostrowickiego getta funkcjonującego wówczas jako obóz pracy. Za pomoc udzielaną Żydom Krycia został zaaresztowany przez Gestapo 19 grudnia 1943 r., a następnie skierowany do Obozu Zagłady w Oświęcimiu. Tamże pod numerem 169647 został skierowany do komanda ślusarzy. Zbiegł z obozu 23 lipca 1944 r. razem ze współzatrudnionymi w komandzie Romanem Symotiukiem (więźniem nr 122997) i Janem Zielińskim (nr 76962). Po zakończeniu działań wojennych Krycia ukończył studia wyższe I stopnia na Wydziale Mechanizacji Rolnictwa Politechniki Wrocławskiej. Następnie podjął pracę jako główny inżynier Wojewódzkiego Zarządu Państwowego Ośrodka Maszynowego – WZR Wrocław oraz w Zespole Techników Rolniczych we Wrocławiu. Później pracował w Państwowym Ośrodku Maszynowym w Środzie Śląskiej i w Państwowym Gospodarstwie Rolnym w Obornikach Śląskich.
Na wniosek Szlomo i Bronisławy Rubinsztajnów oraz Chaniny Szermana 25 marca 1979 r. Marian Krycia został uhonorowany tytułem Sprawiedliwego wśród Narodów Świata. Prawdopodobnie nigdy nie dowiedział się o przyznanym odznaczeniu – zmarł 26 października 1979 r. we Wrocławiu. Medal i dyplom honorowy Jad Waszem został odebrany przez jego rodzinę podczas ceremonii we wrocławskiej Synagodze Pod Białym Bocianem, 8 listopada 2018 roku.